# Castillo de Czocha
El castillo de Czocha (en alemán: Tzschocha, en latín: Caychow) es una fortificación de origen medieval cercana a la gmina (localidad) de Leśna, en el distrito de Lubań del voivodato de Baja Silesia, al suroeste de Polonia. El castillo se levanta junto a la presa de Leśnia, que embalsa las aguas del río Kwisa, en lo que en la actualidad es la parte polaca de la Alta Lusacia. El castillo de Czocha está construido con roca gneis y su parte más antigua es la torre del homenaje, alrededor de la cual se construyeron después diversas estructuras habitables. 

## Historia
El castillo se levantó en origen como un fuerte de madera en la frontera entre Chequia y Lusacia por orden de Wenceslao I, rey de Bohemia, a mediados del siglo XIII (1241-1247). En 1253 el lugar fue entregado a Konrad von Wallhausen, obispo de Meissen. En 1319 el complejo defensivo se incorporó al ducado de Enrique I de Jawor y a su muerte pasó a pertenecer a otro príncipe de Silesia, Bolko II el Pequeño. El castillo de piedra no se comenzó a construir hasta 1329.
A mediados del siglo XIV, el castillo de Czocha fue anexionado por Carlos I de Bohemia y IV de Alemania, emperador del Sacro Imperio Romano Germánico y rey de Bohemia. Entre 1389 y 1453 la fortaleza perteneció a las familias nobles von Dohn y von Kluks. Con sus defensas reforzadas, el castillo fue asediado por los husitas a comienzos del siglo XV y tomado por estos en 1427, en cuyo poder permaneció por tiempo indeterminado (vea guerras husitas). En 1453 el complejo fue adquirido por la familia von Nostitz, a la cual perteneció durante 250 años y lo reformó profundamente en 1525 y 1611. Las reforzadas murallas del castillo soportaron con éxito un asedio por parte de los suecos durante la guerra de los Treinta Años (1618-1648). En 1703 la fortaleza fue comprada por Jan Hartwig von Uechtritz, un influyente cortesano de Augusto II el Fuerte. El 17 de agosto de 1793 el castillo sufrió un incendio devastador.
En 1909 el castillo de Czocha pasó a manos de un empresario tabacalero de Dresde, Ernst Gutschow. El nuevo propietario ordenó una profunda reconstrucción dirigida por el arquitecto berlinés Bodo Ebhardt, quien se basó para ello en una pintura del castillo de 1703. Gutschow, un hombre relacionado con la corte imperial rusa, alojó en el castillo a varios emigrados blancos rusos. El empresario vivió en la fortificación hasta marzo de 1945, cuando se marchó llevándose consigo los objetos más valiosos del castillo.
Después de la Segunda Guerra Mundial, el castillo fue saqueado varias veces, tanto por soldados del Ejército Rojo soviético, como por ladrones polacos, que robaron muebles y otros bienes. A finales de la década de 1940 y comienzos de la de 1950, en la fortaleza se refugiaron griegos que huían de la Guerra civil en su país. En 1952, el castillo fue tomado por las Fuerzas Armadas de Polonia, que lo borraron de los mapas oficiales y comenzaron a utilizarlo como retiro vacacional para oficiales. 
El castillo fue reabierto como hotel y centro de conferencias en septiembre de 1996. Además, ha servido como plató de rodaje para diversas producciones de cine y televisión. En 2012, fue votado como una de las "Nuevas Siete Maravillas de Polonia" en un plebiscito anual de la edición polaca de National Geographic. Desde 2014, también se viene utilizando como escenario del Colegio de Hechiceros, un juego de rol en vivo, que se desarrolla en su propio universo y puede compararse con el mundo de Harry Potter. Hubo una pausa en 2019 después de que los problemas en curso dentro de su organización fundadora amenazaran con terminar la serie. Sin embargo, una acción de financiación colectiva salvó el juego y un nuevo equipo organizador ha seguido organizando eventos en el castillo. También se ha utilizado en 2023 como escenario para el evento de Europa Universalis IV, organizado oficialmente por Paradox Interactive.